# Günther Metzger

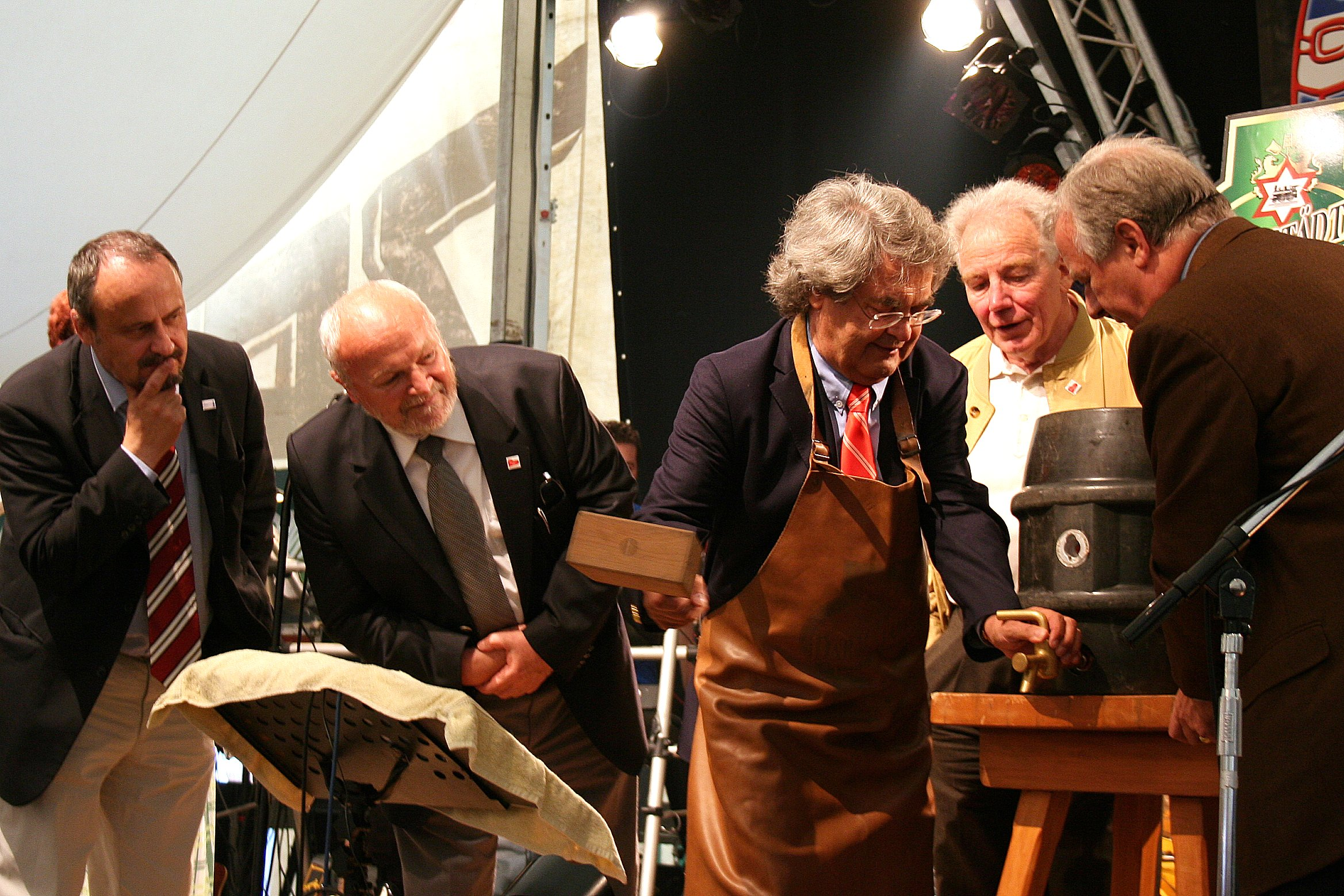
Günther Metzger (vierter von links, 2007)

Günther Metzger (* 23. Januar 1933 in Heppenheim an der Bergstraße; † 18. August 2013 in Darmstadt) war ein deutscher Jurist und Politiker (SPD). Von 1969 bis 1976 war er Abgeordneter im Deutschen Bundestag, von 1981 bis 1993 Oberbürgermeister von Darmstadt.

## Leben
Metzger war Sohn des ehemaligen Darmstädter Oberbürgermeisters und hessischen Staatsministers Ludwig Metzger. Seine Schwiegertochter war die frühere hessische Landtagsabgeordnete Dagmar Metzger. Jan Metzger, Günther Metzgers Sohn, war von 2009 bis 2019 Intendant von Radio Bremen.
Nach dem Abitur an der Oberschule nahm Günther Metzger ein Studium der Rechtswissenschaften auf, das er mit beiden juristischen Staatsprüfungen beendete. Anschließend war er für zwei Jahre als juristischer Redakteur beim R. Brockhaus Verlag in Wiesbaden tätig. Er wurde 1962 als Rechtsanwalt zugelassen, ließ sich mit einer Kanzlei in Darmstadt nieder und erhielt 1972 auch die Zulassung als Notar.
Metzger vertrat seit 2009 anwaltlich die hessische SPD-Landespolitikerin Silke Tesch, die 2008 mit drei anderen hessischen SPD-Landtagsabgeordneten die Wahl von Andrea Ypsilanti zur hessischen Ministerpräsidentin verhindert hatte, in einem parteiinternen Schiedsverfahren. Tesch hatte sich darauf berufen, dass die Gewissensfreiheit von Abgeordneten nicht durch Parteibeschlüsse eingeschränkt werden dürfe. Deshalb sei die Begründung der Schiedskommission weder schlüssig noch überzeugend, bekräftigte Metzger am 19. April 2010, als die Bundesschiedskommission der SPD ihre Entscheidung (Rüge für Frau Tesch) bekanntgab. Für die Stadt Heppenheim wurde Metzger 2012 in der Sache der sogenannten „Suchanek-Stiftung“ aktiv, die vermeintlich schon 1993 gegründet wurde, tatsächlich als solche aber nie bestanden hatte.
Am 18. August 2013 starb Metzger im Alter von 80 Jahren an einem Herzinfarkt. Er wurde auf dem Alten Friedhof in Darmstadt bestattet (Grabstelle: I A 143c).

## Politik
Metzger trat 1956 in die SPD ein. Er war seit 1964 Ratsmitglied der Gemeinde Traisa und Kreistagsmitglied des Kreises Darmstadt-Dieburg. Bei der Bundestagswahl 1969 wurde er über den  Wahlkreis Darmstadt in den Deutschen Bundestag gewählt, dem er bis 1976 angehörte. Im Parlament war er 1972/73 stellvertretender Vorsitzender des Rechtsausschusses und von 1973 bis 1976 stellvertretender Vorsitzender der SPD-Fraktion. Günther Metzger war Gründungsmitglied des Seeheimer Kreises. Metzger amtierte von 1981 bis 1993, wie bereits 1945–50 sein Vater, als Oberbürgermeister der Stadt Darmstadt. In seine Amtszeit fielen der von ihm unterstützte Bau der Neuen Synagoge und die Errichtung des Neubaus der Akademie für Tonkunst.
Zu Beginn seiner Amtszeit fiel Günther Metzger durch seine sehr rigorose Politik gegenüber Roma auf, welche der Zentralrat Deutscher Sinti und Roma als „rassistisch“ bezeichnete. Eine Unterlassungsklage Metzgers vor dem Oberlandesgericht Frankfurt wurde 1985 abgewiesen. Metzger ließ hierbei u. a. Häuser von Roma abreißen, während diese im Urlaub waren. Der Zentralrat Deutscher Sinti und Roma protestierte öffentlich gegen diese Aktion. Ebenfalls in seine Amtszeit fiel die vom Verfassungsgericht als „rechtswidrig“ und „eilig“ bezeichnete Abschiebung einer dieser Familien. Das Verfassungsgericht kritisierte, dass die Stadt Darmstadt die Abschiebung zwar auf lange Hand geplant, aber „plötzlich aus der Tasche gezogen“ habe, sodass für die Betroffenen keine Inanspruchnahme von Rechtsschutz möglich gewesen sein soll. Das Gericht verurteilte die Stadt Darmstadt zur Rückholung der abgeschobenen Familie. Die Eheleute waren aufgrund von fehlenden Pässen in Jugoslawien bei Ankunft verhaftet und die Kinder in Heimen untergebracht worden.